# Zadig & Voltaire
Pour Zadig et Voltaire, voir Zadig et Voltaire.
Zadig&Voltaire est une marque française de prêt-à-porter, créée en 1997 par Thierry Gillier, arrière petit-neveu d'André Gillier, le cofondateur de l'entreprise Lacoste, exploitée par la société ZV France.

## Histoire
Le nom de la marque est tiré du roman de Voltaire, Zadig ou la Destinée (1747) : le personnage principal, Zadig, a marqué l'esprit du créateur, par son charisme, sa modernité et courage.
Depuis 1997, Zadig&Voltaire a poursuivi une évolution dans le domaine vestimentaire, mettant l'accent sur l'émancipation des femmes. Son style distinctif mêle chic et décontraction à travers l'association audacieuse de pièces et de matières aux contrastes marqués. La Maison, attachée à la notion de liberté, propose un vestiaire qui transcende les catégories traditionnelles de genre.
À partir de 2004, la marque a élargi son offre en introduisant des collections Homme, offrant ainsi un vestiaire contemporain et élégant. Le lancement réussi de la première ligne de maroquinerie en 2004 a été suivi d'une diversification avec des collections pour enfants en 2006. Au fil du temps, Zadig&Voltaire a étendu son univers en proposant des franchises de parfums, de lunettes de soleil, de maillots de bain, de bijoux et de montres, offrant ainsi à sa communauté un ensemble complet d'articles de style de vie.
Depuis 2021, la Maison a initié le Programme VoltAIRe, axé sur la protection de l'air, la lutte contre la pollution, la préservation de la biodiversité et la lutte contre le dérèglement climatique. Cet engagement se traduit par la conception de produits durables, élaborés dans le respect des êtres humains et des écosystèmes. Le programme adopte une approche inclusive, cherchant à rassembler toutes les communautés liées à la marque, y compris ses équipes, ses clients et ses partenaires.

## Cibles
La marque s'adresse à une clientèle féminine et masculine aisée et, dans une moindre mesure, aux enfants. Avec une conception de la Mode à la fois créative et culturelle, Zadig&Voltaire s’assure une clientèle composée d’esprit libre en quête d’une alternative stylistique audacieuse.

## Produit phare
La Maison a très tôt trouvé ses terrains de prédilections en travaillant des matières et des modèles qui rencontre un succès durable.
Le cachemire reste une signature très identifiable et constitue, très tôt, l’identité de la marque. Le Pull Alma est un modèle iconique de la Maison. Le cachemire plume, parfois controversé pour sa fragilité, reste un must-have pour son incroyable légèreté, son porté à même la peau en toute saison et son allure à la fois élégante et « effortless ».
Le cuir froissé est un savoir-faire exclusif de Zadig&Voltaire. Déclinée en veste, en pantalon, en jupe, en chemise, il s’agit d’un cuir souple, froissé à la main durant plusieurs jours. Il symbolise parfaitement l’association des opposés, chère à la Maison, en alliant la douceur d’une matière noble à une allure faussement négligée.
La pochette Rock est le sac emblématique de la Maison. Elle traverse les générations et symbolise la versatilité revendiquée par Zadig&Voltaire. C’est le 1er sac à avoir été flanqué des ailes iconiques de la Maison.
La sneakers High Flash est la chaussure la plus vendue de la Maison. Elle allie la contemporanéité du style, le confort, et la versatilité de son allure. La Maison l’associe depuis toujours à ses plus belles pièces de tailoring pour une silhouette à la fois élégante et urbaine.
La robe Risty, et plus largement les pièces de prêt-à-porter « lingerie », est un best-seller de la Maison. Ce modèle iconique se renouvelle de saison en saison et mêle avec une ambiguïté assumée le « sous-vêtement » et le vestiaire de jour.
Le t-shirt à col tunisien fut le premier grand succès de Zadig&Voltaire. Il est encore considéré comme un must-have au masculin comme au féminin.

## Egéries
La Maison mise sur des égéries de renom pour porter l’aura de la marque, saison après saison.
On notera notamment la très Rock’n Roll Erin Wasson en 2012, et Camille Rowe qui lui a succédé la même année. Freja Beha rencontre Zadig&Voltaire en 2014 et signe pour la marque une collection capsule dont 40% des bénéfices ont été reversé à Médecins sans frontières.
En 2017, c’est Bella Hadid qui devient l’égérie de la Maison, pour laquelle elle défilera également à New-York en 2017.
En 2018, c’est la top Eva Herzigová qui vient illuminer la campagne publicitaire de la marque. Lui succède brillamment l’inégalée Kate Moss, qui créera pour la Maison le sac Kate.
Côté Homme, on notera qu’Yvan Attal fut l’égérie 2015, Gabriel Kane Day-Lewis, le fils d’Isabelle Adjani et de Daniel Day-Lewis, lui a succédé en 2016. En 2018, le Top Werner Schreyer prenait la pose pour une campagne de publicité, tout comme le fils de l’acteur Jude Law, Rafferty Law, en 2022.

## Magasins
La marque Zadig & Voltaire choisit la rive gauche à Saint-Germain-des-Prés en 1996, ce qui donnera l’impulsion.
Au cours de ces années 2000, Zadig & Voltaire s’étend à tout le continent asiatique, de la Corée en 2005 à la Chine où la marque ouvre une première boutique. Une implantation qui s’intensifie avec l’ouverture au marché japonais en mars 2006 qui donnera lieu trois ans plus tard à la constitution de la société ZV Japon, filiale à 100 % de ZV France. La marque fait son entrée sur le marché hongkongais en 2008.
La marque acquiert  rapidement une visibilité à Paris, avant de s’exporter en 2006 au cœur des capitales européennes de Londres à Milan et d’ouvrir en mars de la même année sa première boutique aux États-Unis sur Sunset Boulevard à Los Angeles.
En 2009, Zadig et Voltaire s’installe à New York dans le célèbre quartier de Meatpacking, suivront Mercer Street, Bleeker Street et plus récemment Madison.
À fin 2022, la société compte 430 boutiques dans le monde dont 220 boutiques opérées par Zadig&Voltaire, dans 15 pays différents et sur 3 continents. En parallèle, elle est présente au Moyen-Orient, et en Amérique du Sud, dans des points de vente opérés par des partenaires.